# マッシュマッシュとなかまたち
マッシュマッシュとなかまたち（MUSH-MUSH & THE MUSHABLES）は、2020年からフランスとベルギーで放送されているテレビアニメ。日本では2022年5月28日からカートゥーンネットワークで放送されている。
本作はきのこ村を舞台に、森の守護者であるきのこたちの生活を描いたコメディアニメである。

## キャラクター
マッシュマッシュ
声 - 大地葉
本作の主人公で、足を通じて自然とコミュニケーションをとることができる。行動力がある反面暴走しやすく、リリになだめられることが多い。
リリ
声 - 田中あいみ
マッシュマッシュの親友で、明るい性格をしている。
チェップ
声 - 庄司ゆらの
マッシュマッシュの仲間で、高い記憶力を有している。臆病だが調子に乗りやすい。
ボリー
声 - 榊原優希
マッシュマッシュの仲間仲間内で一番足が速い一方、精神的には幼く、かっこいいものに惹かれたり、変な遊びを覚えてしまうこともある。
きのジイ
きのこ村の長老。

## スタッフ
- 監督 - ジョエリ・クリスティアン
- 企画 - エルフリーデ・デ・ルースター

## エピソード
1. ワクワクの木をすくえ
2. どろのかいぶつマッドラー
3. まいごのタマゴちゃん
4. はばたけ、オッテ！
5. シェフのだいじけん
6. カタツムリの恋
7. カエルのおうち
8. きのこドッキリだいさくせん
9. マッシュルームメート
10. げきとつ！ボブスレーレース
11. はるはビックリのきせつ
12. よちよちキノコはどこへ？
13. ほんもののヒーロー
14. あこがれのナイチンゲール
15. ミツバチのおかげ
16. きのジイのつえ
17. ふきげんなヘビさん
18. チェップ、バッタにのる
19. ドロにまけるな!
20. けっせい!レスキューチーム
21. リリのパワーをとりもどせ
22. チェップにサプライズを!
23. マッシュパイのうたごえ
24. きのジイのたからもの
25. よげんしゃ マッシュマッシュさま（Mush-Mush The Predctor）
26. きのこむらがたべられちゃう!?